# Fred Marche
Fred Marche, fransk skådespelare

## Filmografi (urval)
- 1937 - Claudine à l'école
- 1932 - Le Chien jaune
- 1932 – Service de nuit
- 1931 - Gagne ta vie